# Silnik Millera
Silnik Millera, Silnik w obiegu/cyklu Millera – czterosuwowy silnik spalinowy, którego działanie jest oparte na wykorzystaniu cyklu Millera. Silniki tego typu wykorzystywane bywają do napędu okrętów oraz generatorów elektrycznych. Samochody osobowe wykorzystujące to rozwiązanie to Mazda Eunos 800, Xedos 9 2.3L V6 i Mazda 2, oraz samochody grupy Volkswagen z silnikiem 1.5 TSI.
Ze względu na zmieniony, w porównaniu  do "tradycyjnych" silników czterosuwowych, cykl pracy, silnik Millera bywa nazywany silnikiem pięciosuwowym. Tym niemniej ilość suwów, rozumianych jako liczba ruchów posuwistych tłoka w jednym cyklu pracy, wynosi cztery, tak więc określenie to jest błędne.

## Zasada działania
Działanie klasycznego silnika czterosuwowego jest oparte na istnieniu czterech faz pracy, zwanych suwami. Dwa z tych suwów można nazwać wysokoenergetycznymi - suw sprężania, wymagający dostarczenia energii i suw pracy. Większość strat energii w takim silniku jest związana z energią wydechu (ciśnienie i temperatura ulatujących spalin), w znacznie mniejszym stopniu - sprężeniem ładunku nad tłokiem. Turbosprężarka pozwala ograniczyć pierwsze straty, silnik Millera pozwala ograniczyć te drugie straty.
Istotą ulepszenia jest pozostawienie zaworu dolotowego otwartego dłużej niż w analogicznym silniku Otta lub Diesla. W efekcie suw sprężania można podzielić na dwa etapy - w pierwszym zawór jest otwarty, a w drugim zamknięty. Niekiedy spotyka się określenie piąty suw opisujące dwa różne etapy suwu sprężania.
Tłok poruszający się do góry przy otwartym zaworze dolotowym spowodowałby wypychanie ładunku z komory silnika, co zmniejszyłoby ciśnienie sprężania i doprowadziło do utraty części mocy. Aby temu zaradzić, stosuje się doładowanie silnika za pomocą sprężarki, zwiększającej ciśnienie powietrza na układzie dolotowym i w rezultacie pozwala uzyskać odpowiedni stopień sprężania.
Suw "właściwego sprężania" rozpoczyna się po zamknięciu zaworu ssania, w momencie przebycia przez tłok ok. 20 - 30 % drogi między jego skrajnymi położeniami. Tak więc silnik Millera uzyskuje takie samo ciśnienie sprężania jakie uzyskałby tradycyjny silnik czterosuwowy, lecz wykorzystuje do tego jedynie 70 - 80 % potrzebnej energii. Zysk istnieje tylko wtedy, gdy energia zużywana przez sprężarkę doładowującą jest mniejsza niż energia, której potrzebowałby tłok na sprężenie tej samej jego ilości. Rozwiązaniem jest więc wykorzystywanie sprężarek wytwarzających relatywnie niskie ciśnienie doładowania, dzięki czemu zarówno sprężarka jak i tłok silnika sprężają powietrze w zakresie, w którym są najbardziej sprawne. W celu optymalizacji tego procesu, silniki Millera posiadają zwykle mechanizm zmiennego czasu otwarcia zaworów, który pozwala zrezygnować z użycia obiegu Millera, jeśli nie jest to potrzebne dla zwiększenia sprawności w danym momencie.
Podobna zasada działania, ale bez sprężarki jest zastosowana w cyklu Atkinsona.